# Nyblitz

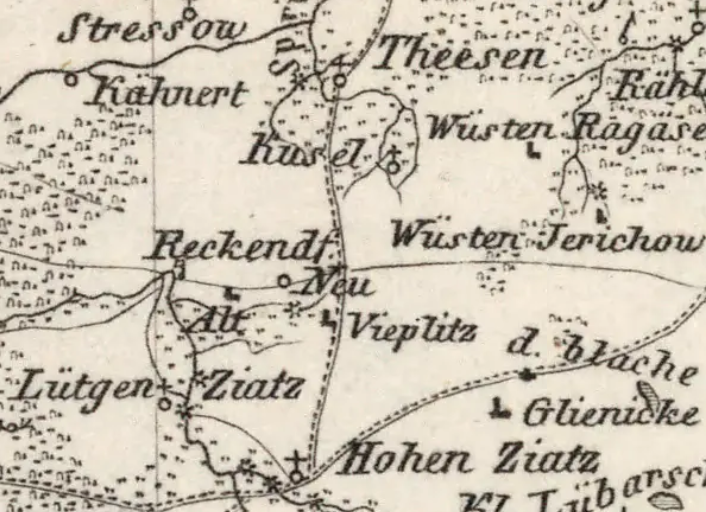
Karte "Die Herzogthümer Anhalt Dessau, Cöthen u. Bernburg" von 1854 mit Erwähnung der Ortschaft Vieplitz

Nieplitz war ein heute wüst liegendes Dorf im Gebiet des Landkreises Jerichower Land.

## Geographie

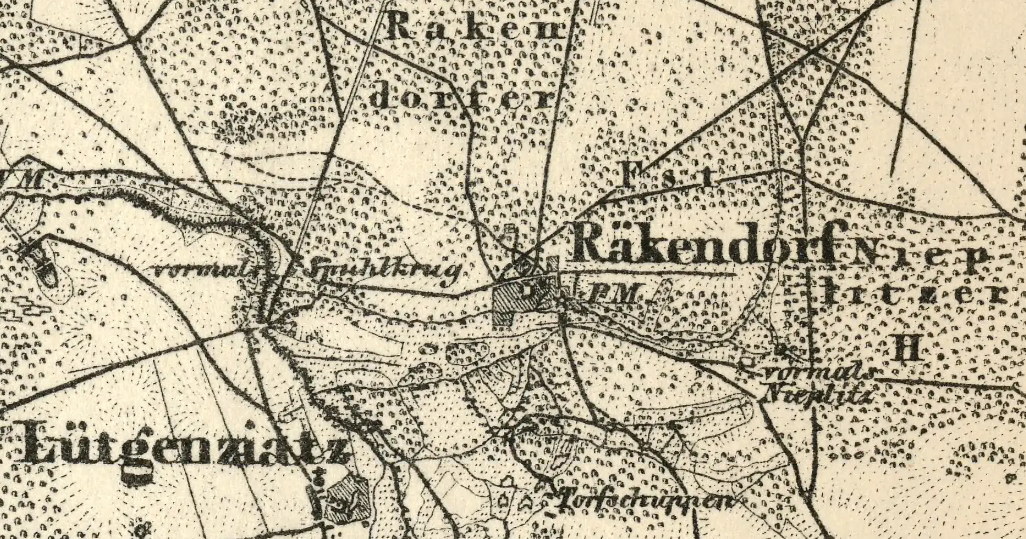
Karte des Reichsamt für Landesaufnahme von 1893 mit Erwähnung der Nieplitzer Heide

Nieplitz lag etwa 1½ km östlich des Ortes Räckendorf an der Quelle des Silberbachs an der Heeresstraße zwischen Theeßen und Hohenziatz.
Das Waldgebiet nordöstlich der Wüstung wird auch als Nieplitzer Heide oder Nieplitzer Oberholz bezeichnet.

## Geschichte
Erstmals wurde der Ort 992 urkundlich in einer Tauschurkunde Otto III. an das Kloster Memleben erwähnt. Eine Eintragung im Lehnsbuch des Erzbischofs Friedrich III. aus dem Jahre 1446 erhält der adlige Achim von Kracht das Haus Krüssau, halb Gladau, Theeßen, Güsen, Detershagen, Nieplitz und Portez als Lehen. Ein Lehnbrief von 27. August 1510 führt halb Nieplitz als Besitz der Adelsfamilie von Arnim. Nachweislich verließen die Bewohner während des Dreißigjährigen Kriegs das Dorf um in den Wäldern und hinter dem "Langraben" Schutz zu suchen. Bereits im Jahr 1626 soll der Ort nach der Schlacht Wallensteins an der Dessauer Elbbrücke in Flammen aufgegangen sein. Im Jahr 1840 ging der Ort im Gut Räckendorf auf. In den Folgejahren wurden die meisten Häuser abgebaut und in Räckendorf neu aufgebaut. Danach war der Ort immer wieder für kurze Zeit bewohnt wurde aber schließlich vollständig aufgegeben. Noch Heute bestehen Zeugnisse der Besiedlung, wie ein aus Feldsteinen befestigter Brunnen, die Grundmauern alter Wohngebäude, verwilderte Obstbäume, sowie eine 900 Jahre alte Eibe.

## Sage vom Schäfer von Nieplitz
Eine Sage erzählt, dass das von den Wallensteinern niedergebrannte Dorf alle 100 Jahre wieder erscheint und nur Sonntagskindern sichtbar wird.
Eines Tages war ein junger Schäfer nach dem Tanz in Hohenziatz, auf den Feldern bei Theeßen unterwegs, als er in der Ferne ein wunderschönes Dorf erblickte.

Dieses war ihm jedoch gänzlich unbekannt, obwohl er meinte sich in der Umgebung recht gut auszukennen.

Er eilte zu dem Dorf und wurde von den Bewohnern freudig empfangen und reich beschenkt.

Am Abend erzählte er Zuhause von dem wundervollen Dorf. Als er jedoch am nächsten Tage das Dorf erneut aufsuchen wollte war es wie vom Erdboden verschluckt.

## Namensherkunft
Der Name der Ortschaft Nieplitz stammt aus dem Slawischen. Die Region östlich der Elbe wurde früher von slawischen Stämmen bewohnt und so lassen sich viele Ortsnamen noch heute auf diese frühe Besiedlung zurückführen.
Die Endung „-itz“ ist dabei typisch für slawische Ortsnamen und bedeutet oft „Ort“ oder „Siedlung“.
Eine detaillierte sprachliche Zergliederung könnte helfen. „Nieplitz“ könnte zusammengesetzt sein aus zwei Teilen: „Nie-“ und „-plitz“. „Nie-“ könnte von dem slawischen Begriff für „nah“ oder „nieder“ kommen. „-plitz“ könnte mit „Platz“ oder einer slawischen Entsprechung für „Fläche“ oder „Ort“ verwandt sein.
| Ortsname   | Jahr der Nennung | Quelle der Nennung                                                                                |
| ---------- | ---------------- | ------------------------------------------------------------------------------------------------- |
| Uuiplizili | 992              |                                                                                                   |
| Niplizilli |                  |                                                                                                   |
| Nipelicz   | 1313             |                                                                                                   |
| Nybelitz   | 1446             |                                                                                                   |
| Nyblitz    | 1446             |                                                                                                   |
| Niplitz    | 1467             |                                                                                                   |
| Nuplitz    | 1467             |                                                                                                   |
| Niepelitz  | 1788             | Karte "Saxoniae Tractus Ducatum Magdebur Gensem cum suo Circulo Salico" von Johann Baptist Homann |
| Vieplitz   | 1854             | "Die Herzogthümer Anhalt Dessau, Cöthen u. Bernburg" von Joseph Meyer                             |
| Nieplitz   |                  |                                                                                                   |

## Urkundliche Erwähnungen
- Eintragung im Lehnsbuch des Erzbischofs Friedrich III. im Jahre 1446. Als Lehn erhält der adlige Achim von Kracht das Haus Krussow, halb Gladow, Theeßen, Güsen, Dytershagen, Nyblitz und Portez.
- Ein Lehnbrief von 27. August 1510 führt halb Nieplitz als Besitz der Adelsfamilie von Arnim.
- Im Buch "Die ältesten Lehnbücher der Magdeburgischen Erzbischöfe" von 1883 wird Niplitz als noch existierend im 1. Jerichowschen Kreise erwähnt.[5]